# سیارک ۳۳۲۷
سیارک ۳۳۲۷ (به انگلیسی: 3327 Campins، نامگذاری:1985PW) نام سیارکی است که در ۱۴ اوت ۱۹۸۵ کشف شد و به عنوان سه هزار و سیصد و بیست و هفتمین سیارک کشف شده به ثبت رسیده‌است.
قدر مطلق سیارک برابر ۱۱٫۸۰ است.